# Biberach (Baden-Württemberg)
Biberach è un comune tedesco di 3 750 abitanti, situato nel land del Baden-Württemberg.